# 15330 de Almeida
15330 de Almeida è un asteroide della fascia principale. Scoperto nel 1993, presenta un'orbita caratterizzata da un semiasse maggiore pari a 2,6738517 au e da un'eccentricità di 0,2479260, inclinata di 13,90163° rispetto all'eclittica.